# Ministère des Affaires intérieures et des Communications
Ne doit pas être confondu avec Ministère de l'Intérieur (Japon).
Le ministère des Affaires intérieures et des Communications (総務省, Sōmu-shō, littéralement « ministère des Affaires générales ») est un des départements ministériels du Cabinet du Japon, officiellement traduit en anglais en Ministry of Internal Affairs and Communications (MIC) depuis 2004 et avant cela en « ministère de la gestion publique, des Affaires intérieures, des postes et des Communications » (Ministry of Public Management, Home Affairs, Posts and Telecommunications, MPHPT). 
Il a été créé le 6 janvier 2001, lors de la réorganisation du deuxième cabinet de Yoshirō Mori, par la fusion du ministère des Affaires intérieures (自治省, Jichi-shō), du ministère des Postes et Télécommunications (郵政省, Yūsei-shō) et de l'Agence de Gestion et de Coordination (ja) (総務庁, Sōmu-chō, littéralement « Agence des Affaires générales »).
Il siège au 2-1-2 Kasumigaseki, Chiyoda-ku à Tokyo. Il est actuellement dirigé, depuis le 1er octobre 2024, par Seiichirō Murakami, membre du 102e cabinet du Japon emmené par Shigeru Ishiba.

## Mission
Ses attributions principales concernent :
- l'organisation administrative du pays ;
- la fonction publique ;
- la fiscalité et les finances locales ;
- les relations avec les collectivités locales ;
- les élections ;
- la prévention des catastrophes naturelles et des incendies ;
- l'information et la communication ;
- la poste (même si ses compétences sont nettement réduites aujourd'hui dans ce domaine depuis la privatisation de la poste le 1er octobre 2007) ;
- les statistiques officielles.

Contrairement aux ministères de l'Intérieur d'autres pays, et notamment européens, il n'est pas chargé des affaires policières et de sécurité publiques.

## Administration interne

### Ministres, vice-ministres et secrétaires parlementaires
- Ministre (大臣, Daijin?) :

| Personnalité       | Parti | Faction  | Diète        | Circonscription                  |
| ------------------ | ----- | -------- | ------------ | -------------------------------- |
| Seiichirō Murakami | PLD   | Shionoya | Représentant | Préfecture d'Ehime (2e district) |

- 1ers vice-ministres (副大臣, Fuku-daijin?) :

| Personnalité       | Parti | Faction   | Diète        | Circonscription        |
| ------------------ | ----- | --------- | ------------ | ---------------------- |
| Masahiko Shibayama | PLD   | Machimura | Représentant | Saitama (8e district)  |
| Tetsushi Sakamoto  | PLD   | Ishihara  | Représentant | Kumamoto (3e district) |

- Secrétaires parlementaires (政務官, Seimukan?) :

| Personnalité         | Parti | Faction   | Diète        | Circonscription           |
| -------------------- | ----- | --------- | ------------ | ------------------------- |
| Kei'ichirō Tachibana | PLD   | -         | Représentant | Toyama (3e district)      |
| Satsuki Katayama     | PLD   | Nikai     | Conseillère  | Proportionnelle nationale |
| Shigeo Kitamura      | PLD   | Machimura | Représentant | Ishikawa (3e district)    |

### Vice-ministre administratif
Le « vice-ministre administratif » (事務次官, Jimu-jikan) est au Japon le haut fonctionnaire placé au sommet hiérarchique de l'administration d'un ministère, juste après le ministre, les premiers vice-ministres et les secrétaires parlementaires qui sont eux des hommes politiques membres du gouvernement. Depuis la réforme de 1998, appliquée en 2001, il n'y en a plus qu'un par ministère. Le vice-ministre administratif assiste le ministre dans des domaines tels que maintenir l'ordre dans les affaires administratives du ministère ou superviser le travail des divisions, bureaux, institutions affiliées et bureaux locaux. Jusqu'en 2009, une conférence des vice-ministres administratifs (事務次官等会議, Jimu-jikan-tō kaigi) de chaque ministère se réunissait deux fois par semaine (le lundi et le jeudi), un jour avant un conseil des ministres, pour coordonner les dossiers à l'ordre du jour de ce dernier. Cette réunion, critiquée tout particulièrement par le PDJ et de manière générale par les membres de l'opposition au PLD comme l'un des principaux symboles de la trop forte place laissée aux hauts-fonctionnaires dans la direction de l'État au détriment des hommes politiques, a été supprimée dès l'arrivée au pouvoir des démocrates en septembre 2009. L'actuel vice-ministre administratif des Affaires intérieures et des Communications est, depuis le 15 janvier 2010, Tamotsu Okamoto (haut fonctionnaire issu de l'ancien ministère des Affaires intérieures, il était, avant son accession à ce poste, directeur délégué, ou secrétaire général, des Affaires intérieures et des Communications).

### Services administratifs
- Secrétariat du ministre (大臣官房, Daijin kanbō?)
- Bureau du personnel et des retraites (人事・恩給局, Jinji-onkyū kyoku?) : chargé de la gestion du personnel du gouvernement ainsi que le système de retraite des fonctionnaires.
- Bureau de gestion administrative (行政管理局, Gyōsei-kanri kyoku?) : s'occupe du système administratif, local ou central, japonais.
- Bureau de l'évaluation administrative (行政評価局, Gyōsei-hyōka kyoku?) : évaluations des politiques publiques, locales ou gouvernementales, et conseil aux administrations.
- Bureau de l'administration locale (自治行政局, Jichi-gyōsei kyoku?) : chargé surtout de promouvoir la décentralisation, de soutenir l'administration locale, la revitalisation régionale et assurer le désenclavement des régions notamment au niveau des services publics. S'occupe également des dossiers concernant les fonctionnaires locaux et comporte le département des Élections.
- Bureau des finances locales (自治財政局, Jichi-zaisei kyoku?) : assure et ajuste les ressources financières des services administratifs locaux.
- Bureau des impôts locaux (自治税務局, Jichi-zeimu kyoku?) : dessine le système fiscal local.
- Bureau de la politique d'information et de communication (情報通信政策局, Jōhō-tsūshin-seisaku kyoku?) : s'occupe des dossiers concernant les médias.
- Bureau des télécommunications (総合通信基盤局, Sōgō-tsūshin-kiban kyoku?) : s'occupe des dossiers concernant les télécommunications.
- Bureau de l'administration postale (郵政行政局, Yūsei-gyōsei kyoku?) : afin de superviser le travail de la poste désormais privatisée, et s'assurer que celle-ci s'acquitte de ses devoirs.
- Bureau des statistiques (統計局, Tōkei kyoku?) : chargé des statistiques officielles.
- Directeur général de la planification des politiques (政策統括官, Seisaku-tōkatsu-kan?).